# فریدون فریاد
فریدون رحیمی با نام ادبی فریدون فریاد (۱۵ آذر ۱۳۲۸  – ۱۶ بهمن ۱۳۹۰) مترجم و شاعر ایرانی است. او بسیاری از کتاب‌های کلاسیک فارسی را به یونانی و بسیاری از کتب یونانی را به فارسی برگردانده‌است.

## زندگی
فریدون فریاد دانش‌آموختهٔ ادبیات تطبیقی، در سال ۱۳۲۸ در خرمشهر به دنیا آمد. او سپس برای ادامهٔ تحصیلات عازم یونان شد.
کتاب «آسمان بی‌گذرنامه» فریدون فریاد در سال ۱۹۹۱ در یونان منتشر شد و در سال ۱۹۹۵ موفق به دریافت جایزهٔ انجمن اروپایی شد. کتاب «خواب‌هایم پر از کبوتر و بادبادک است» نوشتهٔ فریاد از سال ۱۹۹۸ جزو آثاری است که در مدارس یونان تدریس می‌شود.
کتاب «آسمان بی‌گذرنامه» در سال ۲۰۰۶ به زبان فرانسه توسط مترجم فرانسوی آثار یانیس ریتسوس، «ژاک کاریه» ترجمه شد. فریاد قریب به ۳ سال وقت خود را بر سر ترجمه و انتشار آنتولوژی شعر یونان گذاشته‌است. او تاکنون آثار بسیاری از شاعران کلاسیک فارسی‌زبان از جمله عطار، فردوسی و خواجوی کرمانی را به زبان یونانی ترجمه کرده‌است.
فریاد، تاکنون بارها در دانشگاه‌های یونان به تدریس زبان و ادبیات فارسی مشغول بوده‌است. او در نشریات یونانی مقالات متعددی درباره ایرانی‌ها و یونانی‌ها نوشته‌است و از زندگی او یک فیلم برای تلویزیون یونان ساخته شده که بارها در این کشور پخش شده‌است.
فریدون فریاد یک بار برندهٔ مدال تقدیر از سازمان یونسکو شعبهٔ یونان شده‌است. او همچنین در سال ۲۰۰۰ شعرهای فارسی، اودیسه و شعر یونان باستان را در مراسمی به مناسبت روز جهانی شعر در یونان قرائت کرده‌است و این موضوع از جریان‌های ادبی کشور یونان محسوب می‌شود.
فریاد یک‌شنبه شب ۱۶ بهمن‌ماه ۱۳۹۰ در پی ابتلا به سرطان روده در بیمارستانی در آتن درگذشت.

## ویژگی‌های شعر
شعرهای فریاد ساده و روان است. وی در ابتدا با خواندن شعرهای نیما و فروغ به زبان کوچه و بازار گرایش پیدا کرد. پس از آشنایی با یانیس ریتسوس در شعرش از وی تأثیر گرفت. به گفتهٔ خود وی:
«پیش از آشنایی با ریتسوس هرچیزی که به ذهنم می‌رسید می‌نوشتم و حتی حاضر نبودم کلمه‌ای را در شعرم پس‌وپیش کنم. پیش از آشنایی با ریتسوس دو مجموعه شعر چاپ کرده بودم که این دو مجموعه فاجعه‌اند، شعرهای این مجموعه‌ها بسیار عریان بودند. آشنایی با ریتسوس موجب شد که از تجربیات او استفاده کنم و رفته‌رفته شعر از این فضا خارج شود.»
شعر فریاد ساده‌است ولی برخلاف احمد شاملو زبان و اجرا دغدغهٔ اصلی فریاد نبوده و در شعر او مشهود نیست. شعر فریاد بر پایه واقعیت موجود بنا شده‌است.

## جوایز
- جایزه انجمن اروپایی در سال ۱۹۹۵ برای مجموعه اشعار آسمان بی گذرنامه
- مدال تقدیر از سازمان یونسکو شعبه یونان

## اشعار
- آسمان بی گذرنامه

## ترجمه‌ها
- ترجمه از یونانی به فارسی:
  - نَفَس و داستان‌های دیگر از آنتونیس ساماراکیس
  - زمان سنگی شعرهای یانیس ریتسوس
- ترجمه از فارسی به یونانی:
- اشعار فردوسی
- اشعار عطار نیشابوری
- اشعار خواجوی کرمانی